# اي ويب
إيه ويب هو متصفح ويب لأجل مجموعة من أجهزة كومبيوتر أميغا. برمجه في الأصل Yvon Rozijn وأعلن في الإصدار المتصفح 3.9 ل أميغا أو إس عن جعله مفتوح المصدر.
إيه ويب يدعم لغة توصيف النص الفائق 3.2، جزئيا 4.01، وجافا سكريبت وframes وبروتوكول طبقة المقابس الآمنة وغيرها من ميزات Netscape وإنترنت إكسبلورر.

## وصلات خارجية
- AWeb الموقع الثاني
- غير رسمية AWeb على AOS 3.س / AOS4 / MorphOS